# Maackiana laminiformis
Maackiana laminiformis är en tvåvingeart som beskrevs av Nina Krivosheina 1973. Maackiana laminiformis ingår i släktet Maackiana och familjen vapenflugor. Inga underarter finns listade i Catalogue of Life.